# Bertha Swirles
Bertha Swirles   (Northampton, 22 de maig de 1903 - Cambridge, 18 de desembre de 1999) (de casada: Bertha Jeffreys o Lady Jeffreys) va ser una física i matemàtica anglesa.

## Vida i Obra
Filla d'un comerciant de pells de Northampton, va ser escolaritzada a la recent creada Northampton School for Girls fins al 1921, destacant en matemàtiques i on va guanyar una beca per estudiar matemàtiques al Girton College de Cambridge. A continuació va ser estudiant de recerca de Ralph Fowler i, després d'una estança a la universitat de Göttingen (1927-1928), va obtenir el doctorat a Cambridge el 1929, amb una tesi dirigida per Fowler i Max Born.
Els anys següents va ser professora ajudant a les universitats de Manchester, Bristol, Imperial College London i, novament, a Manchester. El 1939 va ser nomenada professora de matemàtiques del Girton College, on va romandre la resta de la seva vida acadèmica fins que es va retirar el 1969.
El 1940 es va casar amb Harold Jeffreys, físic i professor del St John's College, Cambridge, amb qui va escriure conjuntament el llibre Methods of Mathematical Physics (1946), que s'ha reeditat diverses vegades fins al segle XXI.
A més del seu treball científic era una música excel·lent, virtuosa del cello i el piano, i va dirigir els estudis de música del Girton College des de 1939 fins a 1947.
A part del llibre esmentat, Swirles va publicar articles científics molt rellevants al llarg del seus setanta anys de vida a acadèmica. Especialment importants son els seus articles dels anys 1930's sobre mecànica quàntica, sobre l'estructura estel·lar i sobre les interaccions dels electrons.